# 瀧澤美恵子
瀧澤 美恵子（たきざわ みえこ、1939年3月1日 -2020年8月9日）は、日本の小説家。

## 略歴
新潟県中蒲原郡村松町出身。旧本名・岡村美枝子。新潟県立村松高等学校卒業、1960年東京外国語大学外国語学部中国語学科中退。1961年日産汽船入社、1964年マーシュ・アンド・マクレナン勤務。1980年滝澤淳と結婚。81年退社し専業主婦となる。1987年朝日カルチャーセンターの駒田信二の小説教室に入る。1989年「ネコババのいる町で」で第69回文學界新人賞受賞。1990年「ネコババのいる町で」で第102回芥川龍之介賞受賞。

## 作品リスト
- 『ネコババのいる町で』（1990年3月、文藝春秋/1993年3月、文春文庫）
  - ネコババのいる町で（『文學界』1989年12月号）
  - 神の落とし子
  - リリスの長い髪
- 『夕顔の宿』（1991年5月、文藝春秋/書き下ろし）
- 『ドンツク囃子』（1995年3月、角川書店）
  - ドンツク囃子（『野性時代』1993年6月号）
  - 足長少女（『野性時代』1993年9月号）
  - ナルシスの鏡（『野性時代』1993年12月号）
  - 春一番（『野性時代』1994年2月号）
  - 座右の銘（『野性時代』1994年4月号）
  - 通り雨（『野性時代』1994年6月号）
  - 穴（『野性時代』1994年8月号）
  - 不安信号（『野性時代』1994年10月号）
- 『悲恋斬るべし』（1995年4月、飛鳥新社）
- 『舞台裏』（1997年8月、文藝春秋）

## 単行本未収録作品
- - ひとりぼっち（『野性時代』1995年6月号 - 1996年3月号）
  - 凍裂（『文學界』2004年2月号）